# Heavy Metal Music
Heavy Metal Music ist das erste Studioalbum der US-amerikanischen Heavy-Metal-Band Newsted. Es erschien am 2. August 2013 über Epic Records.

## Entstehung
Sämtliche Lieder wurden vom Sänger und Bassisten Jason Newsted geschrieben. Zum Komponieren benutzte er allerdings eine Gitarre. Er griff dabei auf Riffs zurück, die er teilweise in den 1990er Jahren geschrieben hatte, wie beispielsweise Nocturnus. Ampossible besteht aus einem Riff, das Newsted ursprünglich zu seiner Zeit bei Metallica für die Alben Load und ReLoad geschrieben hatte. King of the Underdogs schrieb Newsted für das Projekt Rock Star Supernova. Die Lieder Soldierhead und King of the Underdogs erschienen bereits auf der EP Metal, die im Januar 2013 erschien.
Aufgenommen wurde das Album im April 2013 in Jason Newsteds Studio Chophouse Studios in Walnut Creek. Jason Newsted übernahm die Produktion, während Mike Fraser das Album mischte und Brian Lucey das Mastering übernahm. Kurz vor den Aufnahmen schloss sich der Staind-Gitarrist Mike Mushok der Band an. Mushok spielte seine Gitarrenparts nach eigenen Angaben innerhalb von nur drei Tagen ein. Eigentlich wollte Jason Newsted das Material auf drei EPs mit den Titeln Heavy, Metal und Music veröffentlichen, was jedoch am Veto seines Plattenlabels scheiterte. Für das Lied King of the Underdogs wurde ein Musikvideo gedreht.

## Hintergrund
Das Lied Soldierhead wurde von dem Lebenslauf von Pat Tillman inspiriert. Tillman war ein professioneller American-Football-Spieler in der National Football League und besaß einen Vertrag im Wert von 3,6 Millionen Dollar. Nach den Terroranschlägen vom 11. September 2001 beendete er seine Karriere und schloss sich der United States Army an. Bei einem Einsatz in Afghanistan starb Tillman durch Beschuss durch die eigene Armee. Der Text beinhaltet Newsteds Gedanken darüber, was ein Soldat während einer Kampfhandlung wohl denken würde.
| „Bombs go off around me Bullets chase my head I try not to get dead.“ – Soldierhead | „Bomben explodieren um mich herum Kugeln jagen meinen Kopf Ich versuche, nicht zu sterben.“ – Freie Übersetzung |

In King of the Underdogs reflektiert Jason Newsted persönliche Erfahrungen. Er erklärte in einem Interview, dass er das Gefühl hat, dass viele Fans ihn gerade deshalb anfeuern, weil sie in Newsted einen Underdog sehen. Mit den Liedern Long Time Dead und Twisted Tail of the Comet zollt Jason Newsted dem kanadischen Gitarristen Denis „Piggy“ D’Amour Tribut. Beide Musiker spielten zwischen 2002 und 2005 in der Band Voivod, bevor D’Amour am 26. Oktober 2005 an Darmkrebs verstarb.

## Rezeption
Matthias Mineur vom deutschen Magazin Metal Hammer lobte in seiner Rezension das „beachtliche Songwriting“ und die „fette, kraftstrotzende Produktion“. Heavy Metal Music würde „den zuletzt ziemlich lahmen Metallica kräftig in den Hintern treten“, wofür Mineur sechs von sieben Punkten vergab. Marcel Rapp vom Onlinemagazin Powermetal.de bezeichnete das Album als „kleinen, aber fiesen Faustschlag in alle Richtungen“. Zwar wünschte er sich mehr Lieder „im flotteren Tempo“, vergab aber acht von zehn Punkten. Sarah O’Connor von Onlinemagazin Rocksound.tv hingegen bezeichnete Heavy Metal Music als „Sammlung zweitklassigen Hard-Rock-Jamsessions“. Da das Album „weder gut noch schlecht ist“ vergab sie fünf von zehn Punkten.
Heavy Metal Music erreichte Platz 17 der deutschen und Platz 15 der Schweizer Albumcharts. In Österreich belegte das Album Platz 20 und im Vereinigten Königreich Platz 71. In den US-amerikanischen Albumcharts belegte Heavy Metal Music Platz 40. Während der ersten Verkaufswoche wurden in den USA etwa 8.000 Exemplare des Albums verkauft.